# Seznam osobností třicetileté války
Během třiceti let trvání třicetileté války se vystřídalo mnoho osobností na panovnických, politických a vojevůdcovských pozicích na obou stranách tohoto konfliktu. Tento seznam shrnuje ty nejvýznamnější. Poměrně specifickou úlohu v tomto konfliktu hráli papežové, kteří podporovali katolíky, tedy především císaře. Během třicetileté války se vystřídali tito papežové: Pavel V. (1605–1621), Řehoř XV. (1621–1623), Urban VIII. (1623–1644), Inocenc X. (1644–1655). Ale na druhé straně například v období bojů o mantovské dědictví – a to nejenom tiše – podporoval Urban VIII. francouzského kandidáta. Další osobností, která není příliš zmiňovaná, která však má určitý podíl na válce, je v době vypuknutí stárnoucí římský císař Matyáš († 1619), jeho největší zásluha je nepochybně získání španělského krále Filipa III. na svoji stranu.
Osobnosti jsou začleněny chronologicky podle vstupu jejich státu do války.

## Protihabsburská koalice

### Panovníci
| Aliance                                            | Portrét | Jméno             | Poznámka |
| -------------------------------------------------- | ------- | ----------------- | --- |
| Koruna česká Falcké kurfiřtství Protestantská unie |         | Fridrich Falcký   | Kurfiřt falcký, který zdědil vůdcovství Protestantské unie po svém otci, Fridrichu IV., byl zvolen králem českým v roce 1619, ale poté co utrpěl porážku na Bílé hoře musel Čechy opustit a později ztratil i titul kurfiřta a zemřel v Mohuči jako štvanec v roce 1632. |
| Saské kurfiřtství                                  |         | Jan Jiří I. Saský | Původně protestantský kurfiřt saský nechal projít císařská vojska do Čech přes Sasko a v roce 1635 se přidal na stranu císaře úplně, za což získal obě Lužice do správy.                                                                                                 |
| Sedmihradské knížectví                             |         | Gabriel Betlen    | Vedl válku s Habsburky o osamostatnění Sedmihradska a potažmo celých Uher. Proto se přidal ve válce na stranu protestantů, ale utrpěl několik porážek, po kterých podepsal několik mírů, které ale mnohdy nedodržel a v dalším boji mu až roku 1629 zabránila smrt.      |
| Anglické království Skotské království             |         | Jakub I.          | Tchán Fridricha Falckého, který ho od odboje zrazoval, později poskytl armádu Kristiánu Brunšvickému a Arnoštu Mansfeldovi, ale zemřel již v roce 1625. |
| Anglické království Skotské království             |         | Karel I.          | Do třicetileté války nijak výrazně neangažoval, spíše se snažil upevnit moc vnitrostátně. |
| Království Dánska a Norska                         |         | Kristián IV.      | Jako významný dánský král se stal vůdcem armád Haagské koalice, jako stratég se neosvědčil a dánská válka nedopadla pro protestanty příznivě. Později se přidal k císaři, staral se o boje proti Švédsku a zemřel v témže roce jako skončila třicetiletá válka.          |
| Švédské impérium                                   |         | Gustav II. Adolf  | Stal se velitelem protestantských vojsk a jako stratég a hlavně vojenský reformátor se osvědčil. Padl v boji v bitvě u Lützenu. |
| Švédské impérium                                   |         | Kristýna I.       | Po smrti svého otce se stala švédskou královnou, konvertovala na katolickou víru, ale zůstala v táboře protihabsburském. Ve válce se neangažovala, pouze si nechávala dovážet ukořistěné poklady z tažení.                                                               |
| Francouzské království                             |         | Ludvík XIII.      | Slabý král, téměř zcela podléhal vlivu svého prvního ministra, kardinála Richelieua |
| Francouzské království                             |         | Ludvík XIV.       | V době třicetileté války byl chlapec, který nastoupil na trůn po otci a za něhož vládla jeho matka jako regentka. |

### Vojevůdci
| Aliance                         | Portrét | Jméno                    | Poznámka |
| ------------------------------- | ------- | ------------------------ | --- |
| Koruna česká Protestantská unie |         | Jindřich Matyáš Thurn    | V cizině získal bojové zkušenosti. Inicioval pražskou defenestraci v roce 1618 a poté se stal vrchním velitelem českých vojsk. Po bitvě na Bílé hoře musel emigrovat a sloužil především u Švédských, ale i dalších vojsk.                                        |
| Koruna česká Protestantská unie |         | Kristián I. Anhaltský    | Znamenitý diplomat a oblíbenec Fridricha Falckého se na nějaký čas stal vrchní velitel českých vojsk za vlády Fridricha jako českého krále, zde se však neosvědčil. Po bitvě na Bílé hoře, které se také zúčastnil, se stáhl, udobřil s císařem a v klidu zemřel. |
| Protestantská unie              |         | Petr Arnošt II. Mansfeld | Je označován za nejnadanějšího vojevůdce najatého českými stavy. |
| Protestantská unie              |         | Kristián Brunšvický      | Poté, co byl vyhnán Fridrich z Čech vstoupil Kristián do jeho služeb, kde se proslavil jako jeden z nejukrutnějších vojevůdců války. Zemřel v mladém věku v roce 1626.                                                                                            |
| Saské kurfiřtství               |         | Jan Jiří z Arnimu        | |
| Anglické království             |         | George Villiers          | |
| Švédské impérium                |         | Johan Banér              | |
| Švédské impérium                |         | Lennart Torstenson       | |
| Švédské impérium                |         | Carl Gustaf Wrangel      | |
| Francouzské království          |         | Ludvík II. Bourbon       | |
| Francouzské království          |         | Henri de Turenne         | |

### Politici
| Aliance                | Portrét | Jméno                    | Poznámka |
| ---------------------- | ------- | ------------------------ | --- |
| Švédské impérium       |         | Axel Oxenstierna         | Významný švédský státník; uzavřel několik mírových smluv a byl poručníkem nezletilé královny Kristýny po smrti Gustava II. |
| Francouzské království |         | Armand-Jean de Richelieu | První ministr u krále Ludvíka XIII. a faktický vládce země.                                                                |
| Francouzské království |         | Otec Josef du Tremblay   | "Šedá eminence" kardinála Richelieua, francouzský ministr zahraničí.                                                       |
| Francouzské království |         | Jules Mazarin            | Nástupce kardinála Richelieu                                                                                               |

## Prohabsburská koalice

### Panovníci
| Aliance            | Portrét | Jméno          | Poznámka |
| ------------------ | ------- | -------------- | --- |
| Svatá říše římská  |         | Ferdinand II.  | Jeho nekompromisní přístup k vyznání vedl mimo jiné k válce. Své cíle dosahoval tvrdou politikou, která mu po většinu jeho života přinášela vojenskou převahu. Štěstí ho ale opustilo po vstupu Švédska do války.                                                                    |
| Svatá říše římská  |         | Ferdinand III. | Po svém otci převzal vládu nad Svatou říší římskou a Korunou českou. Dostal se do třicetileté války v době, kdy jeho tábor prohrával a v Evropě převládalo znechucení nad válkou. Svoji politikou sice omezil svoji moc, ale podařilo se mu uzavřít vestfálský mír bez ztráty tváře. |
| Katolická liga     |         | Maxmilián I.   | Nejvěrnější spojenec císaře, který vedl Katolickou ligu kurfiřtů. |
| Španělské impérium |         | Filip III.     | Snažil se pomoci svému příbuznému v Říši vojenskou pomocí, také se angažoval v obnovené osmdesátileté válce. |
| Španělské impérium |         | Filip IV.      | Pokračoval v politice svého otce, ale za jeho vlády došlo k prohře jeho vojsk a zlatý věk Španělska pohasl. |

### Vojevůdci
| Aliance            | Portrét | Jméno                         | Poznámka |
| ------------------ | ------- | ----------------------------- | --- |
| Svatá říše římská  |         | Karel Bonaventura Buquoy      | Vrchní velitel císařské armády při českém tažení, účastnil se zraněn bitvy na Bílé hoře, v roce 1621 přepaden a zabit uherskými jednotkami. |
| Svatá říše římská  |         | Albrecht z Valdštejna         | Hned po začátku české revoluce byl ve službách neutrální Moravy, poté z ní odešel a přidal se k císaři. Jeho hvězda začala zářit v roce 1625, kdy převzal vrchní vedení císařské armády, na vlastní náklady postavil armádu a porazil dánského Kristiána IV. Proti jeho moci se zformoval silný tábor odpůrců. Později byl Valdštejn zavražděn v Chebu. |
| Svatá říše římská  |         | Matyáš Gallas                 | † |
| Svatá říše římská  |         | Gottfried Heinrich Pappenheim | † |
| Svatá říše římská  |         | Ottavio Piccolomini           | |
| Svatá říše římská  |         | Jan z Werthu                  | |
| Katolická liga     |         | Jan Tserclaes Tilly           | Jeden z vysokých vojenských činitelé Katolické ligy již během českého tažení, převzal vrchní velení nad ligistickými vojsky z rukou Maxmiliána Bavorského během bitvy na Bílé hoře. Dobyl Magdeburg, byl zraněn a roku 1632 na následky zemřel. |
| Španělské impérium |         | Ambrosio Spinola              | |

### Politici
| Aliance            | Portrét | Jméno                  | Poznámka |
| ------------------ | ------- | ---------------------- | -------- |
| Svatá říše římská  |         | Melchior Klesl         |          |
| Španělské impérium |         | Gaspar de Guzmán       |          |
| Španělské impérium |         | Íñigo Vélez de Guevara |          |